# Roșcovanul (film)
Roșcovanul este un film de aventuri românesc din 1976, regizat de Francisc Munteanu după propriul scenariu. Rolurile principale sunt interpretate de Costel Băloiu, Sebastian Papaiani, Constantin Rauțchi, Constantin Codrescu, Florina Cercel, Ștefan Tapalagă și Zephi Alșec.
Acțiunea filmului se petrece în toamna anului 1944. Adolescentul Mihai Secoșan poreclit „Roșcovanul” este atras în acțiunile organizate de Uniunea Tineretului Comunist împotriva partidelor considerate reacționare. El descoperă abuzurile săvârșite de fostul comisar Potra, care participase în trecut la arestarea și anchetarea comuniștilor, și îl denunță autorităților. „Roșcovanul” este arestat ilegal și adus la o casă de corecție pentru a nu face mărturisiri împotriva lui Potra, dar reușește să evadeze de acolo și să ia legătura cu Comitetul Județean al Partidului Comunist Român.

## Rezumat
În urma unui bombardament nemțesc care a avut loc în august 1944, undeva în Transilvania, casa lui Mihai Secoșan (Costel Băloiu) poreclit „Roșcovanul” este distrusă, iar părinții acestuia mor. Rămas orfan și fără adăpost, copilul în vârstă de 15 ani se duce la Centrul de Recrutare pentru a pleca voluntar pe frontul antigerman, dar ofițerul de acolo (Florin Piersic) îl respinge din cauza vârstei, dându-i totuși un bon pentru a mânca la cantina Centrului teritorial.
Flămând și dormind printre dărâmături, Mihai încearcă să se angajeze ca ucenic la un atelier de cizmărie și apoi la o băcănie, dar este dat afară deoarece nu a acceptat să fie exploatat de meșterii de acolo. În cele din urmă, el este racolat de un vagabond pe nume Lampă (Sebastian Papaiani), un fost hoț de buzunare care trecuse prin închisoare și se reprofilase ca vânzător de flori. Cei doi se duc la casa bombardată și se oploșesc acolo, iar Lampă îi promite lui Mihai că nu va mai fura. Din cauza lipsurilor, Lampă intră însă în cârdășie cu hoțul Achim Tungsram (Jean Constantin) și se reapucă de furat.
Într-una din zile, pe când se aflau în cârciuma de la Halta veche, Lampă îi arată lui Mihai doi oameni care ședeau împreună la o masă alăturată și îi spune că unul dintre ei era fostul comisar Florică Potra (Constantin Codrescu), care arestase în trecut mai mulți activiști comuniști, iar celălalt era comisarul Chiriac (Ștefan Tapalagă). Tânărul insistă ca Lampă să-l denunțe pe Potra la Comitetul Județean al PCR, dar hoțul refuză, temându-se că el va fi cel arestat și nu fostul comisar. Din cauza faptului că Potra se compromisese ca urmare a acțiunilor politice din trecut, comisarul-șef Mitică Burlacu (Zephi Alșec) reușește să-i obțină acestuia o numire de director al unei case de corecție dintr-un sat aflat în împrejurimile orașului.
Cu ajutorul naivului Mihai, Lampă reușește să fure portofelul unui trecător. Dându-și seama că a fost păcălit, Mihai îl amenință pe hoț că îl va denunța, dar acesta din urmă îl dă afară pe copil din propria sa casă și-i aduce acolo pe Achim și pe prostituata Suzi (Corina Chiriac). Mihai se duce să-l denunțe pe Lampă la poliție, dar este recunoscut acolo de păgubașul Pompiliu Stoian (Aurel Giurumia), proprietarul magazinului de uleiuri și lacuri, care îl acuză că i-a furat portofelul. Comisarul Chiriac dispune arestarea „roșcovanului”, dar acesta din urmă îi spune că l-a văzut discutând într-o cârciumă cu Potra. Copilul fuge din secția de poliție și se duce la Comitetul Județean al PCR, unde fusese chemat de mai multe ori de prietenul său Dorel Ilieșu. El scrie acolo o declarație în care îl denunță pe fostul comisar. Tovarășa Duma (Florina Cercel) îi spune că tatăl lui, Dumitru Secoșan, muncise la depoul CFR și era poreclit „Omega” pentru că era foarte punctual. El fusese în 1933 omul de legătură al PCR cu pichetele de grevă și a fost arestat și bătut de comisarul Potra.
Polițiștii se duc acasă la Mihai Secoșan, unde îi arestează pe Achim și Lampă, deoarece găsiseră acolo portofelul furat. Ajungând mai târziu acolo, Mihai este și el arestat, reușește să fugă din mașina poliției, dar este prins a doua zi la gară. Comisarul Burlacu dispune trimiterea lui la Casa de corecție condusă de Potra, unde este încarcerat în mod abuziv (fără sentință judecătorească) și sub numele de Urâtul. Mihai este preluat de instructor (Constantin Rauțchi) și repartizat la atelierul de tâmplărie, unde găsește și alți minori condamnați pentru motive politice. Instructorul îl pedepsește pe „roșcovan” la sfatul directorului.
Mihai află de la ceilalți colegi că directorii Casei de corecție furau materii prime, alimente și bani din sumele alocate de stat, iar directorul Potra își însușea o sumă mai mare decât predecesorii săi. Pentru a-l obliga pe director să nu mai fure din banii alocați pentru mâncarea minorilor încarcerați, „Roșcovanul” reușește să-i convingă pe colegii săi să facă greva foamei și să trimită o scrisoare la Comitetul Județean de Partid. Pentru a scăpa de copilul care-i făcea probleme, Potra îi spune instructorului să-i faciliteze încercarea de evadare a lui Secoșan pentru ca gardienii să-l împuște „din greșeală”. Încercarea de evadare a „roșcovanului” are însă succes, iar el reușește să ajungă la întâlnirea programată anterior cu tovarășa Duma de la Județeana de Partid.

## Distribuție
- Costel Băloiu — Mihai Secoșan, zis „Roșcovanul”
- Sebastian Papaiani — hoțul de buzunare Lampă
- Constantin Rauțchi — instructorul Nae de la Casa de Corecție
- Constantin Codrescu — fostul comisar Florică Potra, directorul Casei de Corecție
- Florina Cercel — tov. Elena Duma de la Comitetul Județean al PCR
- Ștefan Tapalagă — comisarul Chiriac
- Zephi Alșec — comisarul-șef Mitică Burlacu
- Ferenc Bencze — gardianul Ghenadie de la Casa de Corecție
- Jean Constantin — hoțul Achim Tungsram
- Aurel Giurumia — Pompiliu Stoian, proprietarul magazinului de uleiuri și lacuri de pe str. Unirii
- H. Nicolaide — băcanul
- Boris Ciornei — maistrul cizmar Bobescu
- Nucu Păunescu — paznicul înarmat de la sediul Comitetului Județean al PCR
- Mihaela Dumbravă — Margareta, vânzătoarea de flori
- Corina Chiriac — prostituata Suzi Ochimari, logodnica lui Lampă
- Hortensia Panamarenco
- Petre Gheorghiu — ceferistul Oprea
- George Gherasim
- Petre Gheorghiu-Goe
- Ion Anghel — gardianul de la poarta Casei de Corecție
- Cornelia Turian
- Mihai Dumbravă
- Anastasia Anghel
- Cristina Cîrstea
- Ion Ghițoiu
- Traian Petruț
- Mihai Gogîltan
- Stelian Gușiță
- Sergiu Nicolaescu — santinela de la Centrul de Recrutare
- Florin Piersic — ofițerul de la Centrul de Recrutare

## Producție
Scriitorul Francisc Munteanu a scris scenariul unui serialul de televiziune intitulat Pistruiatul, care a fost regizat tot de el. Serialul Pistruiatul a fost difuzat în anul 1973 și avea 10 episoade. Subiectul filmului era reprezentat de aventurile lui Mihai Pleșa, un băiat pistruiat de 14 ani interpretat de copilul Costel Băloiu, care i-a ajutat în timpul celui de-al doilea război mondial pe activiștii comuniști să lupte împotriva guvernului progerman al mareșalului Ion Antonescu.
Ca urmare a succesului obținut de serialul Pistruiatul, Francisc Munteanu a scris scenariul unui film nou în care personajul principal era Mihai Secoșan, un băiat roșcovan interpretat tot de Costel Băloiu. Scenariul filmului a fost achiziționat de casa de filme în anul 1976. Filmul a intrat în faza de producție la 18 martie 1976 cu titlul de lucru „Plecarea din rai”. Filmările au avut loc în perioada 23 iunie - 6 august 1976. Filmul a fost realizat în studiourile Centrului de Producție Cinematografică București. Scenele de la Casa de Corecție au fost filmate la Conacul Callimachi-Văcărescu din Mănești (județul Prahova), clădirea suferind distrugeri în timpul filmărilor.
Copia standard a fost finalizată la 11 decembrie 1976. Cheltuielile de producție s-au ridicat la suma de 2.491.000 lei. Coloana sonoră conține piese muzicale interpretate de Orchestra de jazz a Radioteleviziunii Române dirijată de Sile Dinicu.

## Recepție
Filmul Roșcovanul a fost vizionat de 3.315.499 de spectatori la cinematografele din România, după cum atestă o situație a numărului de spectatori înregistrat de filmele românești de la data premierei și până la data de 31.12.2007 alcătuită de Centrul Național al Cinematografiei.
Jurnalistul Cristian Tudor Popescu, doctor în cinematografie și profesor asociat la UNATC, îl considera un film cu caracter politic și propagandistic care descrie lupta comuniștilor în ilegalitate și în perioada cuceririi puterii. Analizând acest film, Bujor T. Râpeanu a afirmat că acesta era un „pseudofilm de aventuri pentru copii și adolescenți. Într-un orășel din Transilvania, în toamna anului 1944, un adolescent orfan se simte atras de acțiunile uteciștilor, cărora le dezvăluie malversațiunile trecute și prezente ale unor foști agenți ai aparatului represiv; sesizând pericolul de a fi demascați, aceștia se străduiesc, fără succes, să-i anihilize demersul.”. În Istoria filmului românesc (1897-2000), criticul Călin Căliman scria că filmul Roșcovanul este doar „o poveste nouă pentru fostul «pistruiat» TV, Costel Băloiu”.
Criticul Tudor Caranfil a dat filmului două stele din cinci și a făcut următorul comentariu: „În toamna lui 1944, când „țara fierbe și lumea se agită”, Mihai, orfan de război și ucenic de cizmărie (ca viitorul șef al Statului), n-are însă și norocul acestuia de a găsi, la vreme, „legătura cu mișcarea”. Refuzat ca voluntar, o apucă pe căi greșite spre... Școala de corecție. De aici îl recuperează uteciștii care îi redau echilibrul și îi indică noul drum în viață. Sub bagheta scriitorului-regizor, Băloiu devine din copil, adolescent și din pistruiat, roșcovan. Filmul nu e lipsit de farmec, și s-ar putea să ascundă vagi detalii autobiografice. Un personaj de hahaleră colorează, viu, Papaiani.”

## Novelizare
După lansarea serialului de televiziune Pistruiatul (1973), scenaristul și regizorul Francisc Munteanu a scris un roman intitulat Pistruiatul, care a fost publicat de Editura Ion Creangă din București în anul 1976. De asemenea, după premiera acestui film, el a scris și un roman intitulat Roșcovanul, publicat tot de Editura Ion Creangă în anul 1979. Cartea are 214 pagini și a fost scrisă după scenariul filmului.